# 28 май
28 май е 148-ият ден в годината според григорианския календар (149-и през високосна година). Остават 217 дни до края на годината.

## Събития
- 1358 г. – Във Франция започва най-голямото селско въстание през Средновековието, известно като „Жакерия“.
- 1754 г. – Френско-индианската война: Състои се Битката при Грейт Мидоуз, в която отряд от 40 души, командван от 22-годишния Джордж Вашингтон, напада френски лагер в местността Грейт Мидоуз, Северна Америка.
- 1812 г. – Русия и Турция подписват Букурещкия договор.
- 1871 г. – Разгромена е Парижката комуна след „Кървавата седмица“, в която загиват повече от 25 хиляди комунари, други 40 хиляди са изпратени в затвора или на заточение.
- 1890 г. – Открито е първото училище за медицински сестри в София.

- 1920 г. – В Царство България е приет Закон за трудовата повинност, с който се задължават младежите над 20 години и девойките над 16 години да упражняват общественополезен труд.
- 1924 г. – На VIII летни олимпийски игри в Париж Националният отбор по футбол на България играе първия си официален мач и губи с 0:1 от отбора на Ейре.
- 1930 г. – Открита е една от най-високите сгради в света – Крайслер Билдинг в Ню Йорк.
- 1940 г. – Втората световна война: Белгия капитулира пред Германия.
- 1952 г. – Жените в Гърция получават избирателно право.
- 1955 г. – Народното събрание ратифицира Варшавския договор.
- 1961 г. – Създадена е международната неправителствена организация за защита на човешките права „Амнести Интернешънъл“.
- 1964 г. – Образувана е Организацията за освобождение на Палестина (ООП).
- 1966 г. – Възстановено копие на парахода Радецки е пуснато на вода в Русе.
- 1969 г. – В бившия СССР е създадена Инициативна група за защита правата на човека – първата в страната обществена организация в защита на жертвите от политически репресии.
- 1971 г. – В орбита е изведена космическата лаборатория Марс 3, която достига Марс през декември 1971 г.
- 1974 г. – САЩ и Египет възстановяват дипломатическите си отношения.
- 1987 г. – 19-годишният пилот от Западна Германия Матиас Руст безпрепятствено навлиза с малък самолет в съветското въздушно пространство и каца на Червения площад в Москва. Той е незабавно задържан и не е пуснат до 3 август 1988.
- 1998 г. – Ядрен опит: В отговор на серията ядрени опити, извършени от Индия, Пакистан провежда пет свои, с което подтиква САЩ, Япония и други нации да ѝ наложат икономически санкции.
- 1999 г. – В Милано, Италия, след 21-годишна реставрация, шедьовърът на Леонардо да Винчи Тайната вечеря отново е изложен на показ.
- 2008 г. – Непал официално е обявена за република.
- 2009 г. – Загиват 17 души край Ямбол вследствие инцидент с повреден автобус.

## Родени
- 1524 г. – Селим II, султан на Османската империя († 1574 г.)
- 1654 г. – Йохан II Бернули, швейцарски математик († 1705 г.)
- 1676 г. – Якопо Рикати, италиански математик († 1754 г.)
- 1759 г. – Уилям Пит-младши, министър-председател на Обединеното кралство († 1806 г.)
- 1779 г. – Томас Мур, ирландски поет († 1852 г.)
- 1805 г. – Ильо войвода, български войвода († 1898 г.)
- 1815 г. – Александър фон Коцебу, германско-руски художник († 1889 г.)
- 1844 г. – Леонид Соболев, министър-председател на България († 1913 г.)
- 1849 г. – Никола Обретенов, български революционер († 1939 г.)
- 1868 г. – Панайот Сантурджиев, български военен деец († 1962 г.)
- 1872 г. – Леонард Шулце Йена, германски етнограф († 1955 г.)
- 1877 г. – Максимилиан Волошин, руски поет († 1932 г.)
- 1880 г. – Христо Силянов, български революционер († 1939 г.)
- 1884 г. – Едуард Бенеш, президент на Чехословакия († 1948 г.)
- 1888 г. – Джим Торп, американски атлет († 1953 г.)
- 1892 г. – Йозеф Дитрих, германски генерал († 1966 г.)
- 1906 г. – Волф Албах-Рети, австрийски актьор († 1967 г.)
- 1908 г. – Йън Флеминг, британски писател († 1964 г.)
- 1911 г. – Фриц Хохвелдер, австрийски драматург († 1986 г.)
- 1912 г. – Патрик Уайт, австралийски писател, Нобелов лауреат († 1990 г.)
- 1913 г. – Тихон Хренников, руски композитор († 2007 г.)
- 1918 г. – Иван Гълъбов, български езиковед († 1978 г.)
- 1925 г. – Бюлент Еджевит, министър-председател на Турция († 2006 г.)
- 1930 г. – Димитър Точев, български поет и писател, журналист († 2006 г.)
- 1930 г. – Франк Дрейк, американски астроном († 2022 г.)
- 1933 г. – Димитър Мишев, български академик († 2003 г.)
- 1940 г. – Развигор Попов, български музикант
- 1941 г. – Чавдар Шинов, български сценарист
- 1941 г. – Гунтрам Веспер, германски писател († 2020 г.)
- 1942 г. – Божидара Турзоновова, словашка актриса от български произход
- 1944 г. – Рудолф Джулиани, американски юрист и политик, кмет на Ню Йорк (1994 – 2001)
- 1945 г. – Пач Адамс, американски доктор и автор на книги
- 1947 г. – Захи Хауас, египетски историк
- 1949 г. – Стефан Димитров, български композитор
- 1954 г. – Мариана Димитрова, българска актриса († 2005 г.)
- 1958 г. – Красимир Едрев, български поет и публицист
- 1960 г. – Корине Маух, швейцарски политик
- 1961 г. – Ричард А. Кнаак, американски писател
- 1962 г. – Франсоа-Анри Пино, френски бизнесмен
- 1968 г. – Кайли Миноуг, австралийска певица и актриса
- 1970 г. – Иван Попов, български писател († 2019 г.)
- 1970 г. – Илиян Банев, български футболист
- 1974 г. – Ханс-Йорг Бут, германски футболист
- 1983 г. – Христо Гаджев, български политик
- 1985 г. – Кери Мълиган, английска актриса

## Починали
- 1357 г. – Алфонсо IV, крал на Португалия
- 1805 г. – Луиджи Бокерини, италиански композитор (* 1743 г.)
- 1849 г. – Ан Бронте, английска писателка (* 1820 г.)
- 1869 г. – Ернст Вилхелм Хенгстенберг, германски духовник и теолог (* 1802 г.)
- 1876 г. – Бачо Киро, български учител и революционер (* 1835 г.)
- 1912 г. – Пенчо Славейков, български поет (* 1866 г.)
- 1913 г. – Джон Лъбък, английски археолог, политик и естественик (* 1834 г.)
- 1916 г. – Иван Франко, украински писател (* 1856 г.)
- 1927 г. – Борис Кустодиев, руски художник (* 1878 г.)
- 1937 г. – Алфред Адлер, австрийски психолог (* 1870 г.)
- 1952 г. – Перикъл Джогов, български лекар (* 1874 г.)
- 1970 г. – Георги Найденов, български футболист (* 1931 г.)
- 1971 г. – Жан Вилар, американски актьор (* 1912 г.)
- 1972 г. – Едуард VIII, крал на Обединеното кралство (* 1894 г.)
- 1986 г. – Леа Иванова, българска шлагерна и джаз певица (* 1923 г.)
- 2003 г. – Иля Пригожин, белгийски физикохимик (* 1917 г.)
- 2007 г. – Дейвид Лейн, американски неонацист (* 1938 г.)
- 2007 г. – Йорг Имендорф, германски художник (* 1945 г.)
- 2010 г. – Гари Коулман, американски актьор (* 1968 г.)
- 2014 г. – Мая Анджелоу, американска писателка (* 1928 г.)
- 2015 г. – Ханс Бендер, германски писател (* 1919 г.)
- 2018 г. – Йенс Скоу, датски химик (* 1918 г.)

## Празници
- Ден на парковете
- Азербайджан и Армения – Ден на републиката (от 1918 г., национален празник)
- Беларус, Киргизстан, Русия, и Украйна – Ден на граничните служители
- Етиопия – Възстановяване на демокрацията – сваляне на диктатурата на Менгисту Хайле Мариам (1991 г., национален празник)
- Филипини – Ден на националния флаг